# Dinopanorpidae
Dinopanorpidae (лат.) — вымершее семейство скорпионниц, к которому относятся семь североамериканских и сибирских видов из двух родов. Ископаемые датируются возрастом от 59—55 млн лет — поздним палеоценом и до позднего эоцена — 35 млн лет.

## Описание
Скорпионницы средних и больших размеров; длина передних крыльев достигала 28—43 мм, задних крыльев — 24—37 мм.

## Распространение
Историческое местообитания для Dinopanorpidae являлись возвышенные регионы со средней ежегодной температурой 9—10 °C (определено с помощью анализа останков ископаемых растений), или же с температурой в 13—14 °C (определено по ближайшим современным родственникам ископаемой растительности).

## Систематика
Семейство различает следующие ископаемые виды:
- Dinokanaga Archibald, 2005[1]
  - Dinokanaga andersoni Archibald, 2005[2]
  - Dinokanaga dowsonae Archibald, 2005
  - Dinokanaga hillsi Archibald, 2005
  - Dinokanaga sternbergi Archibald, 2005
  - Dinokanaga webbi Archibald, 2005
  - Dinokanaga wilsoni Archibald, 2005
- Dinopanorpa Cockerell, 1924
  - Dinopanorpa megarche Cockerell, 1924
    - syn. Orthophlebia megarche Martynova, 1962